# Elaphoglossum forsythii-majoris
Elaphoglossum forsythii-majoris là một loài dương xỉ trong họ Dryopteridaceae. Loài này được Christ mô tả khoa học đầu tiên năm 1904.